# Майнич
Майнич (укр. Майнич) — село в Новокалиновской городской общине Самборского района Львовской области Украины.
Население по переписи 2001 года составляло 260 человек. Занимает площадь 7,5 км². Почтовый индекс — 29263. Телефонный код — 3236.